# ریچل استار
ریچل استار (به انگلیسی: Rachel Starr) یک بازیگر پورنوگرافی اهل آمریکا است. استار در سال ۲۰۲۲ به تالار مشاهیر ای‌وی‌ان راه پیدا کرد.

## حرفه
در ۱ اوت ۲۰۲۰ ریچل استار قراردادی یکساله با شرکت برزرز امضا کرد، با این حال این قرارداد به دلیل محدودیت‌های شرکت برای تولید فیلم در طول قرنطینه همه‌گیری کووید ۱۹ دوباره تمدید شد. در نوامبر ۲۰۲۱ استار با فن‌سنترو به‌عنوان سفیر برند این وبگاه برای تبلیغات قرارداد امضا کرد.
استار فوریه ۲۰۲۳ یک قرارداد با شرکت Kiiroo، سازنده اسباب‌بازی‌های جنسی به امضا رساند تا واژن مصنوعی ایی به نام «FeelRachel» تولید شود.
ریچل استار در سال ۲۰۲۳ کتابی به نام قلب سنگی (به انگلیسی: Heart of Stone)، که یک رمان عاشقانه است را منتشر کرد.